# Тупанатинга
Тупанатинга (порт. Tupanatinga) — муниципалитет в Бразилии, входит в штат Пернамбуку. Составная часть мезорегиона Сельскохозяйственный район штата Пернамбуку. Входит в экономико-статистический микрорегион Вали-ду-Ипанема. Население составляет 18 913 человек на 2007 год. Занимает площадь 795,64 км². Плотность населения — 23 чел./км².

## История
Город основан в 1963 году.

## Статистика
- Валовой внутренний продукт на 2005 год составляет 48 347 000 реалов (данные: Бразильский институт географии и статистики).
- Валовой внутренний продукт на душу населения на 2005 год составляет 2214 реалов (данные: Бразильский институт географии и статистики).
- Индекс развития человеческого потенциала на 2000 год составляет 0,540 (данные: Программа развития ООН).

## География
В соответствии с классификацией Кёппена, климат относится к категории BShW.